# Schaezler (Adelsgeschlecht)

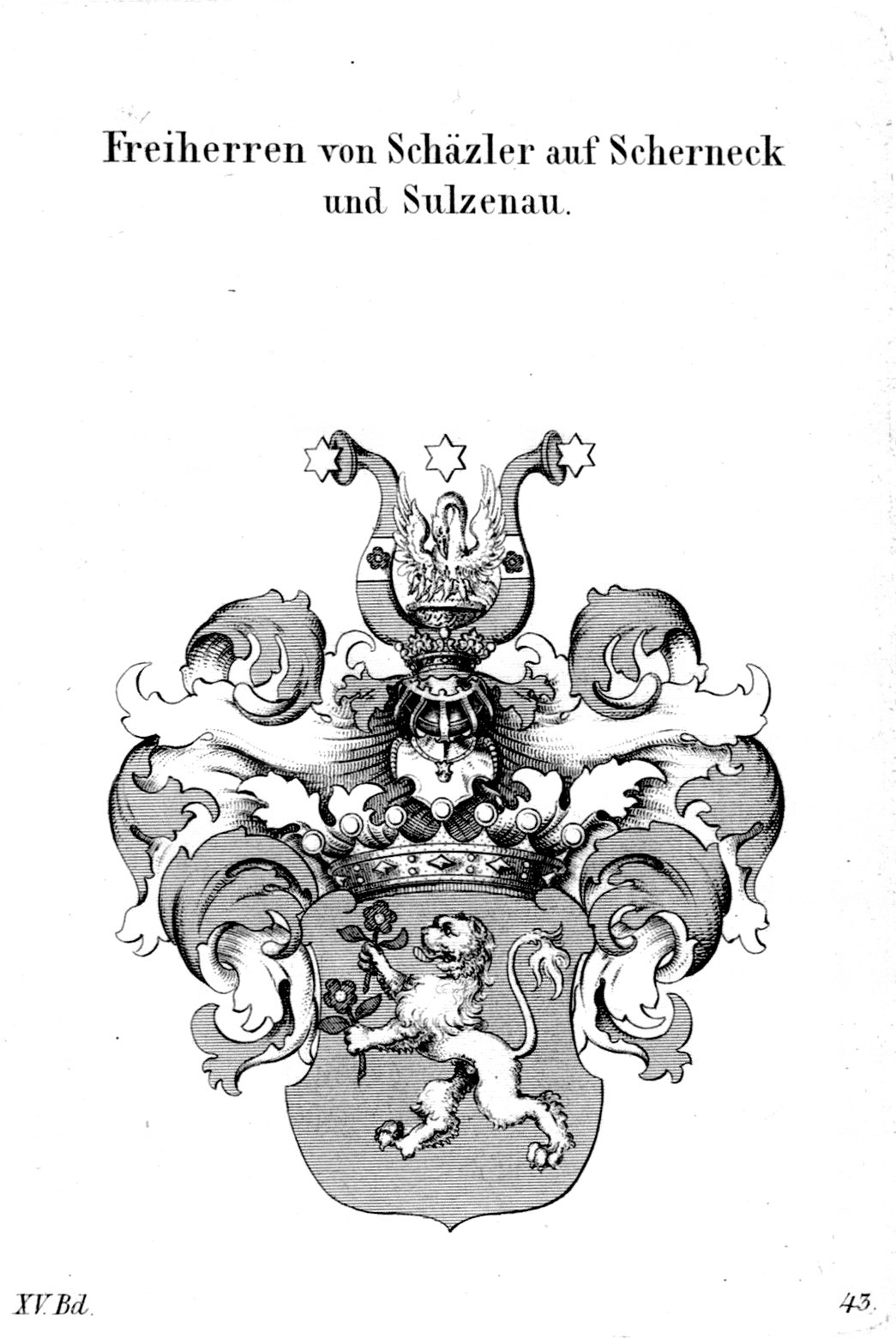
Familienwappen

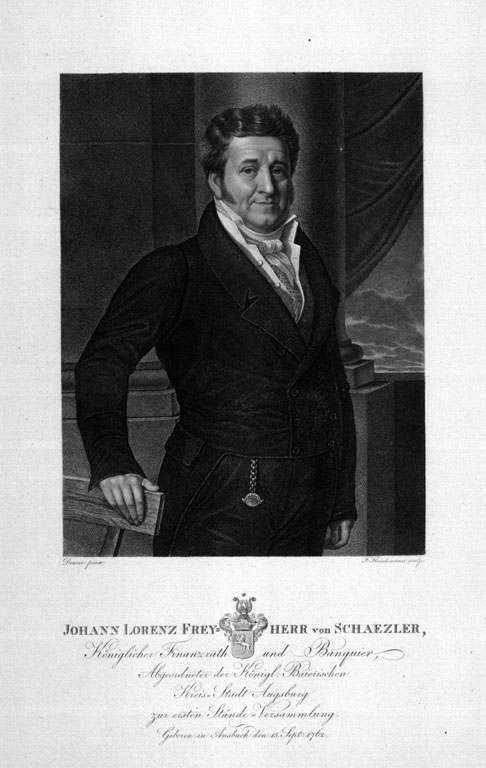
Johann Lorenz von Schaezler

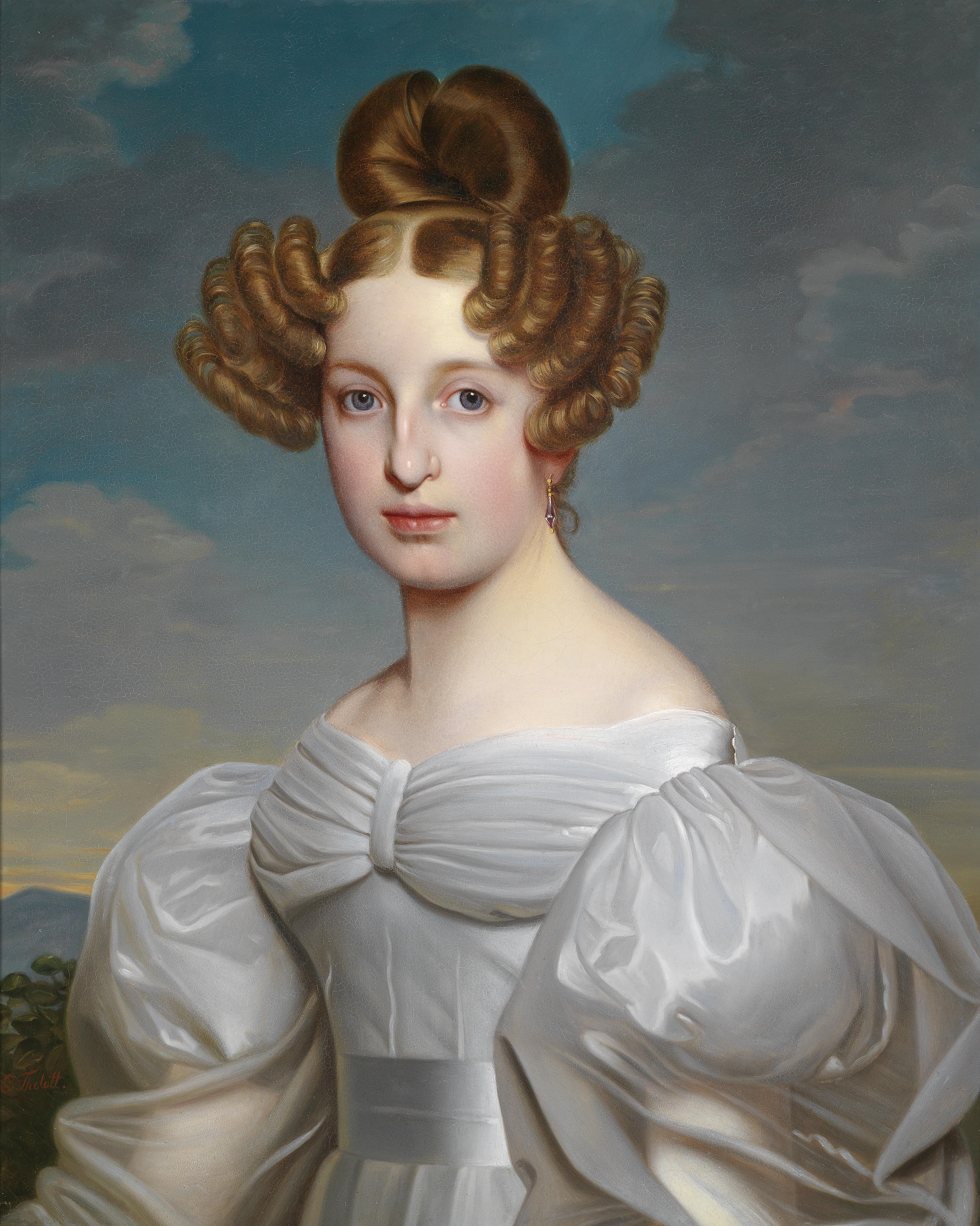
Elise Dorothea Friederike von Schaezler, Gemälde von Ernst Thelott

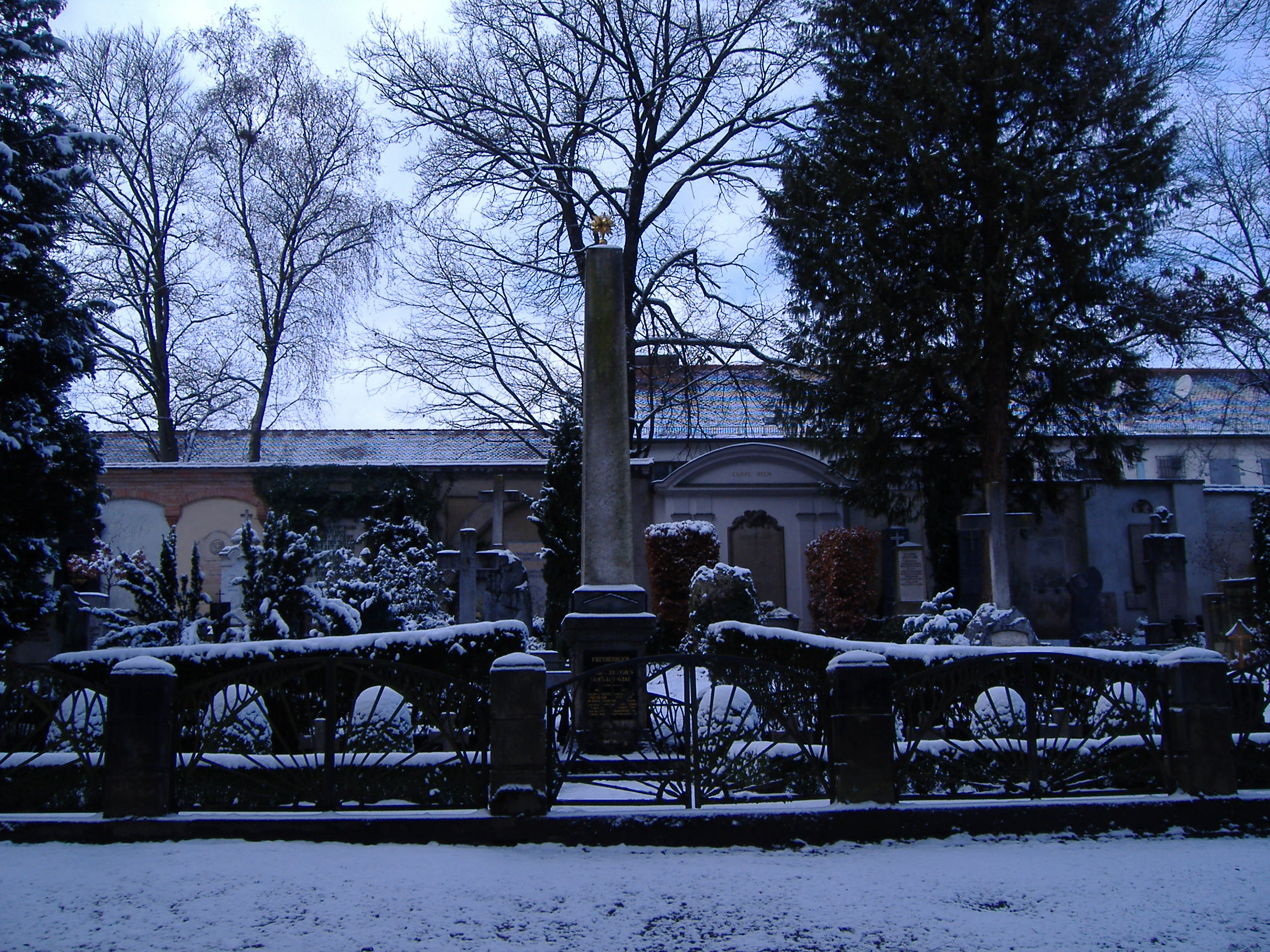
Familiengrabstätte von Schaezler auf dem Protestantischen Friedhof in Augsburg

Schaezler (auch Schaetzler/zuweilen Schätzler) ist ein aus der Oberpfalz stammendes evangelisches Geschlecht, das in Augsburg ansässig war und 1821 in den Adelsstand erhohen wurde.

## Geschichte
Die sichere Stammreihe beginnt mit Jeremias Schaezler, urkundlich 1638; † 1676, pfalzgräflich-sulzbachischer Richter zu Etzenried. Demgegenüber führte das Geschlecht Schaezler seine Abstammung legendenhaft auf die Freiherrn Schaezl zu Hörmannsperg (Hörmannsberg), Watzmannsdorf und Thyrnau zurück:
Die schon früher vermutete und neuerlich wieder behauptete Identität der Etzenrieder Schaetzler von Hörmannsberg und Watzmannsdorf im Passauischen, aus welchem Wolf Schaetzler im 16. Jahrh. seines Glaubensbekenntnisses wegen aus dem Passauischen in das Sulzbachische eingewandert sein soll, beruht mindestens in dieser Angabe auf Irrthum, da alle Schaetzler der Oberpfalz schon um ein volles Jahrhundert früher im Sulzbachischen erscheinen, auch sprechen, was nicht zu übersehen ist, die Wappen nicht für Gleichheit des Stammes, namentlich nicht der sehr zusammengesetzte Helmschmuck der Freiherrn von Schätzler in Augsburg
Der Bankier Johann Lorenz Schaezler wurde am 25. November 1821 in die Freiherrnklasse des Königreichs Bayern immatrikuliert. Im Jahr seiner Erhebung in den Adelsstand kaufte er das Palais seines Schwiegervaters, das heute als Schaezlerpalais seinen Namen trägt. Ferner erwarb er die Hofmarken Sulzemoos mit Schloss Sulzemoos (von 1822 bis 1977 im Besitz der Familie) und Scherneck mit Schloss Scherneck (seit 1823 bis heute im Besitz der Familie) sowie 1822 das ehemalige Kloster Thyrnau bei Passau (das 1902 verkauft wurde). 
Johann Lorenz von Schaezlers drei Söhne Ferdinand Benedikt Freiherr von Schaezler (1795–1856), Wilhelm (1797–1887) und Ludwig Karl von Schaezler (1800–1861) sind die Stammväter der drei Linien des Adelsgeschlechts.
In Augsburg erinnern eine Straße und das der Stadt übereignete Schaezlerpalais an das für die Stadt bedeutende Geschlecht.

## Wappen
Blasonierung: In Blau ein aufgerichteter, rechts schreitender, doppelt geschweifter, silberner Löwe mit ausgeschlagener roter Zunge. In jeder seiner Vorderpranke hält er eine purpurrote Rose an grünen Blätterstengel empor. Auf dem Helm mit blau-silbernen Decken ein von silbernen Sternen überhöhter, die Jungen mit seinem Blute stillender Pelikan zwischen zwei silbernen Balken, darin je eine rote Rose, belegten und an der Mündung mit je einem silbernen bestehenden blauen Büffelhörnern. Darüber thront die Freiherrenkrone.

## Namensträger
- Johann Lorenz Freiherr von Schaezler (1762–1826), Bankier
- Ferdinand Benedikt Freiherr von Schaezler (1795–1856), Bankier
- Ludwig Karl Freiherr von Schaezler (1800–1861), Bankier
- Emilie Freifrau von Schaezler (1802–1852), Philanthropin und Stifterin
- Konstantin Freiherr von Schaezler (1827–1880), katholischer Theologe
- Wolfgang Freiherr von Schaezler (1880–1967), Gutsherr auf Schloss Sulzemoos und Schloss Scherneck, Stifter des Schaezlerpalais
- Manfred Clemens Franz Freiherr von Schaezler (1885–1956),[3] Gutsherr auf Schloss Pichl
- Manfred Christoph Freiherr von Schaezler (geb. 1944), bis 1980 Schloss- und Gutsherr auf Pichl

## Besitzungen

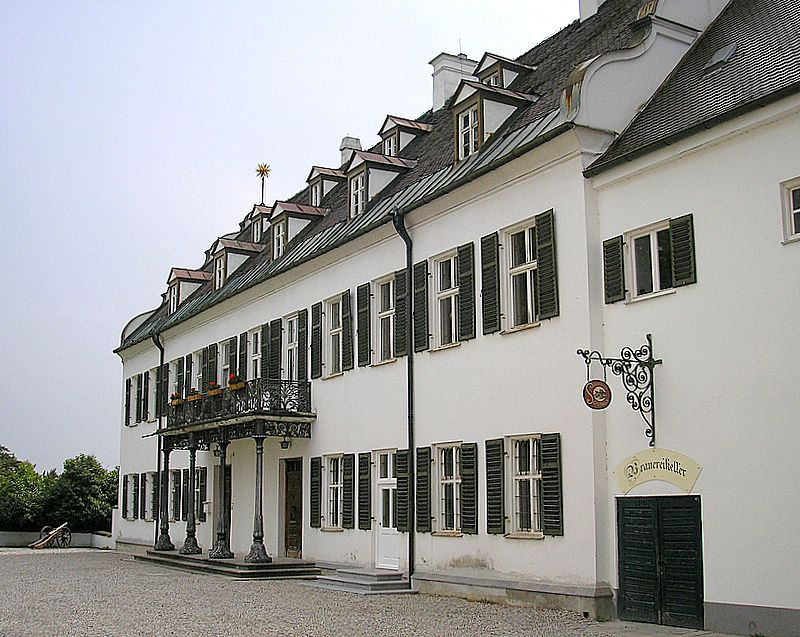
Schloss Scherneck
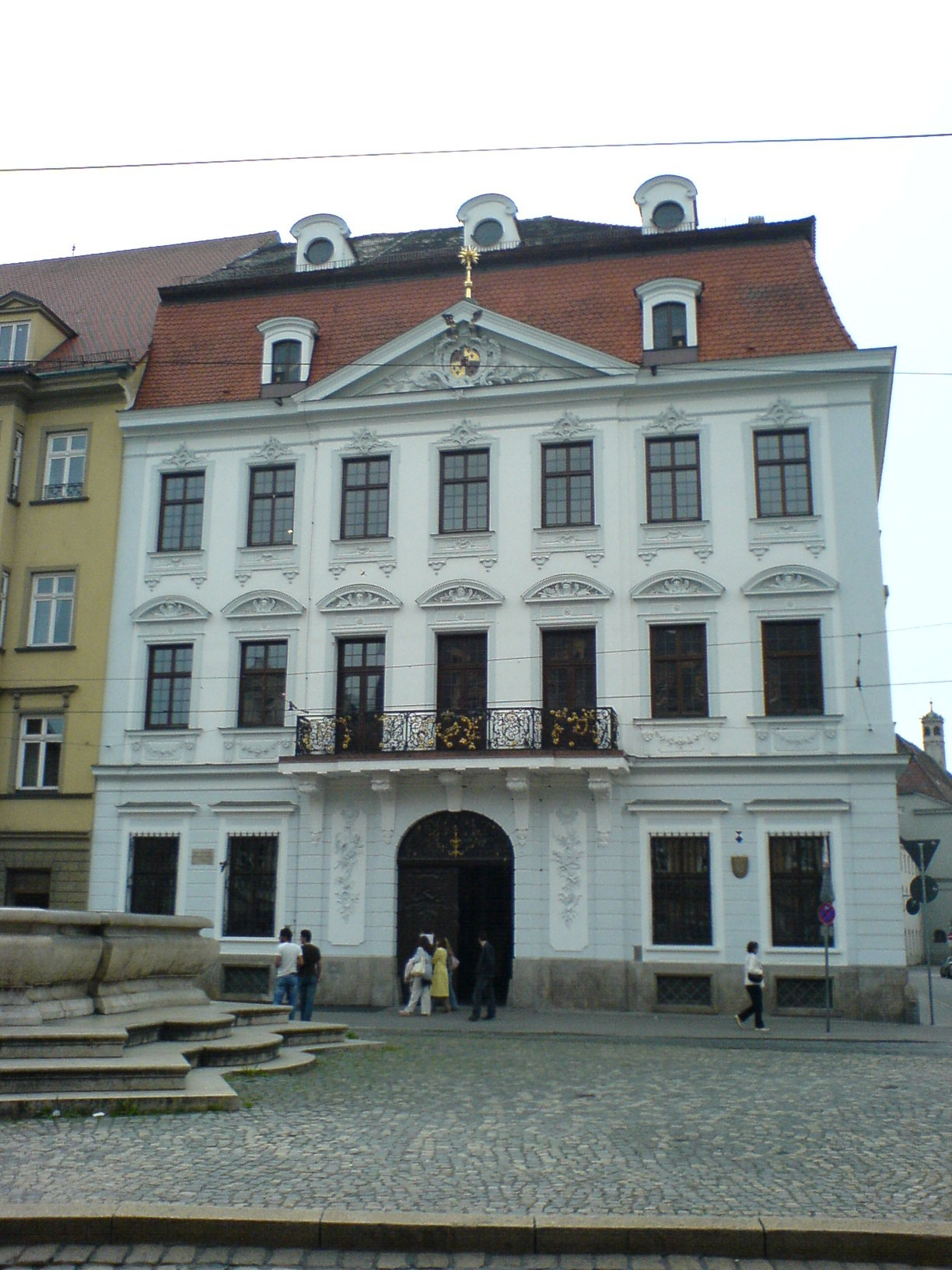
Schaezlerpalais in Augsburg
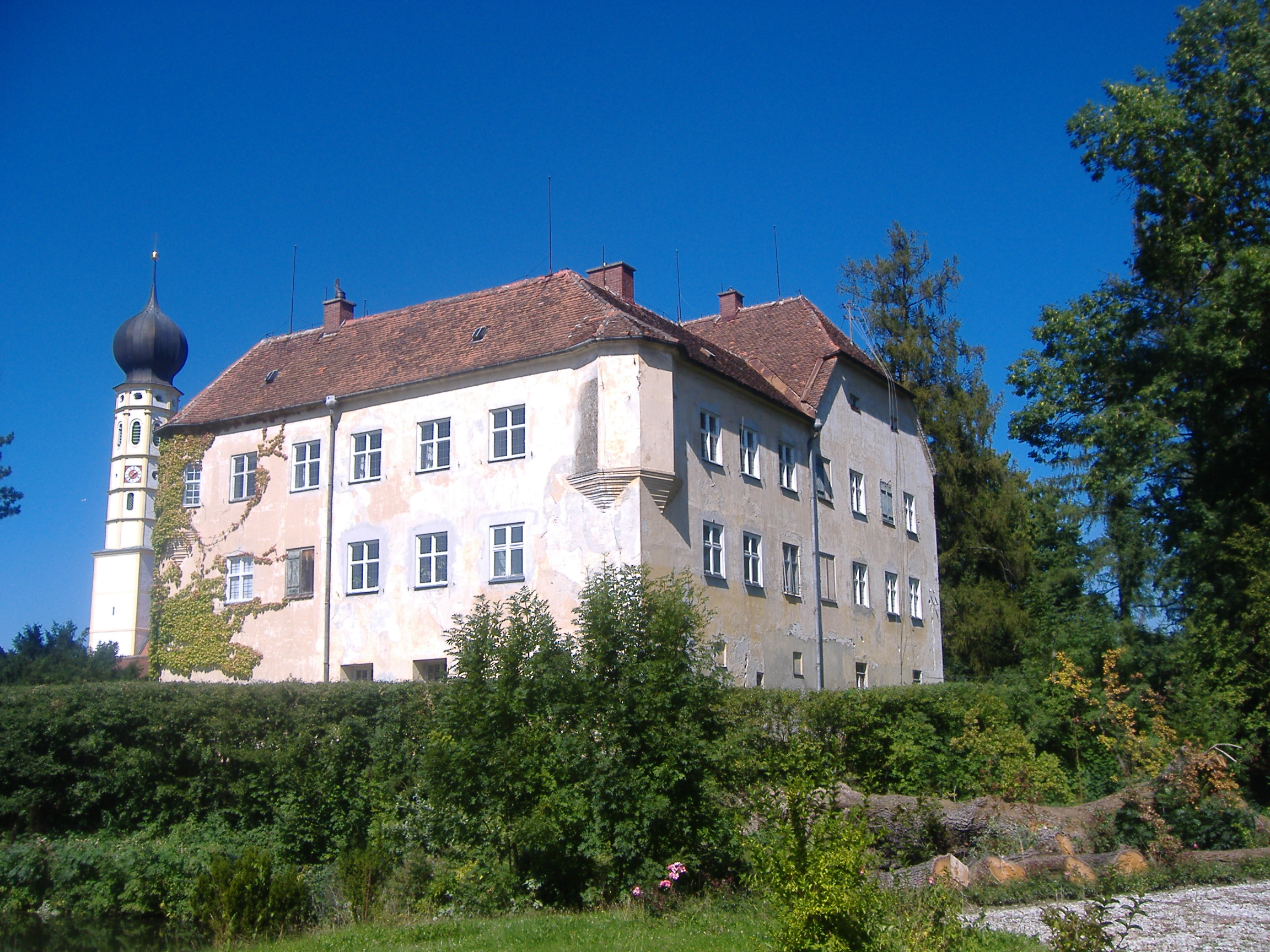
Schloss Sulzemoos
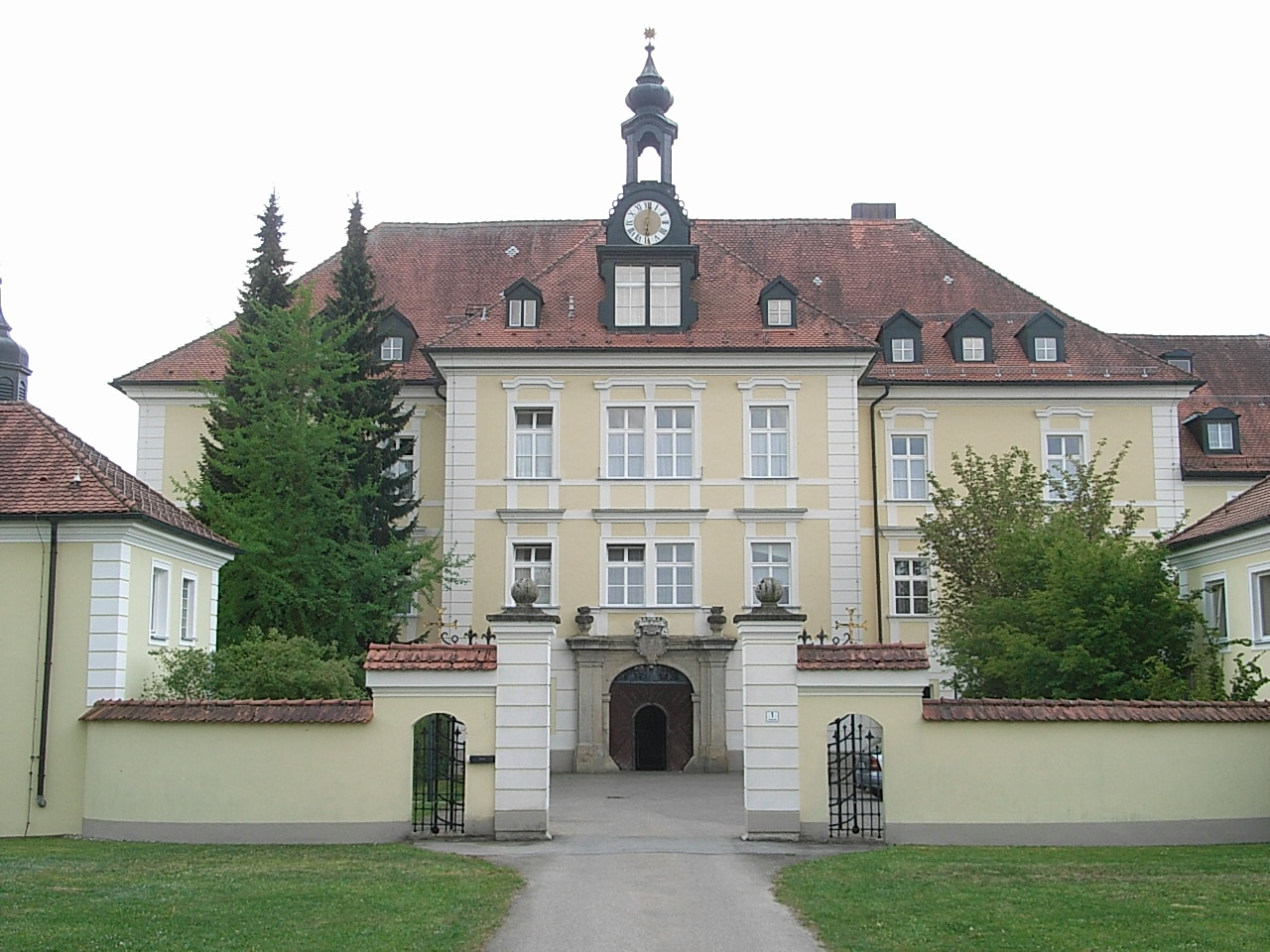
Schloss Thyrnau